# Norra Riksten
Norra Riksten is een plaats (tätort) in de gemeente Botkyrka in het landschap Södermanland en de provincie Stockholms län in Zweden. De plaats heeft 839 inwoners (2010) en een oppervlakte van 39 hectare.